# Simone Loria
Simone Loria (Turín, Italia, 28 de octubre de 1976) es un futbolista italiano. Juega de defensa y actualmente no tiene equipo.

## Clubes
| Club          | País   | Año       |
| ------------- | ------ | --------- |
| Olbia         | Italia | 1996-1997 |
| Battipagliese | Italia | 1997-1999 |
| Nocerina      | Italia | 1999-2000 |
| Lecco         | Italia | 2000-2002 |
| Cagliari      | Italia | 2002-2005 |
| Atalanta      | Italia | 2005-2007 |
| Siena         | Italia | 2007-2008 |
| Roma          | Italia | 2008-2009 |
| Torino        | Italia | 2009-2010 |
| Roma          | Italia | 2010-2011 |
| Bologna       | Italia | 2011-2012 |